# 坎貝爾鎮區 (北達科他州赫廷傑縣)
坎貝爾鎮區（英語：Campbell Township）是位於美國北達科他州赫廷傑縣的一個鎮區。

## 地方資料
坎貝爾鎮區的面積為91.04平方千米，當中陸地面積為90.99平方千米，而水域面積為0.05平方千米。根據2020年美國人口普查的數據，當地共有人口40人，而人口密度為每平方千米0.44人。